# Hate Poetry
Hate Poetry war eine „antirassistische Leseshow“, bei der deutsche Journalisten mit nichtdeutschem Hintergrund im Stile eines Poetry Slams rassistische Leserbriefe vorlesen. Erfunden wurde die Show von der Berliner Journalistin Ebru Taşdemir, die erste Veranstaltung fand im Januar 2012 im taz-Café in Berlin statt. Zum Gründungsteam gehörten außerdem Mely Kiyak, Yassin Musharbash, Deniz Yücel sowie als Moderatorin die taz-Redakteurin Doris Akrap; später kamen Özlem Topçu, Hasnain Kazim und Özlem Gezer hinzu. Die Reihe endete 2015.
Hate Poetry hat sich inzwischen als Genre etabliert und wird auch von anderen Gruppen und Veranstaltern angeboten.

## Kritiken
„Selten war Rassismus so unterhaltsam“, urteilte Die Welt über Hate Poetry, während die taz von einer „kathartischen Lesung“ sprach. Der Philosoph Martin Seel interpretierte in der Süddeutschen Zeitung: „Zunächst dachte ich, das ist das bloße Verlachen dieser Idioten, die solche Briefe schreiben. Doch ich glaube, es ist mehr. Die Journalisten nehmen ja die rassistischen Kommentare genau dadurch ernst, dass sie sie nicht zu ernst nehmen. Sie versuchen, den Ernst der Gegenseite stets ins Gegenteil zu verkehren: ins Komische. Je fanatischer der Ernst der Gegenseite, desto ernster ihr Versuch.“

## „Hapogepegida“
Im Zusammenhang mit den Demonstration der „Patriotischen Europäer gegen die Islamisierung des Abendlandes“ (PEGIDA) schrieb Mely Kiyak: „PEGIDA redet vielleicht nicht mit ‚den Medien‘. Aber mit uns Journalisten und Machern von Hate Poetry stehen sie seit Jahren in regem Briefkontakt. Jeder Brief, den wir vorlesen, schildert die Ängste und Nöte der braven, schweigenden Demonstranten. Hate Poetry nimmt diese Sorgen ernst und trägt sie in angemessenem Rahmen vor“. Als Reaktion auf die PEGIDA-Demonstrationen trat die Hate-Poetry-Truppe am 19. Dezember 2014 in Dresden auf, die Veranstaltung stand unter dem ironischen Motto „HAPOGEPEGIDA“ („Hate Poetry gegen PEGIDA“).

## Auszeichnung
2014 wurde das Gründungsteam von Hate Poetry in der Kategorie „Sonderpreis“ als Journalisten des Jahres ausgezeichnet. „Hate Poetry ist zur Marke und zum Vorbild für andere Redaktionen geworden: witzig, klug, unterhaltsam, schockierend und Augen öffnend. Er hilft zudem den betroffenen Journalisten, mit rassistischen Anfeindungen umzugehen“, hieß es in der Begründung der Jury.